# Razundara Tjikuzu
Razundara Tjikuzu (ur. 12 grudnia 1979 w Swakopmund) – namibijski piłkarz, występujący na pozycji prawego obrońcy.

## Życiorys
Swoją profesjonalną karierę zaczynał w 1998 roku, w Werderze Brema. W tym klubie grał przez 5 sezonów i wyrobił sobie dobrą markę na niemieckich boiskach. Początkowo trenerzy wystawiali go jako prawego pomocnika, z czasem jednak Razundara został przekwalifikowany i cofnięty do obrony. W 2003 roku Tjikuzu za 160 000 euro przeszedł do Hansy Rostock. Został zatrzymany przez policję, jako sprawca wypadku drogowego. 24 letni wówczas piłkarz jechał zygzakiem i uderzył w inny samochód, a później próbował uciec z miejsca wypadku. Podczas kontroli miał 2,14 promila alkoholu we krwi. Nie został jednak odsunięty od drużyny, a były już trener Hansy, Juri Schluenz wystawiał go w kolejnych meczach ligowych. W sezonie 2004/2005 Roztoczanie spadli z ligi, a Tjikuzu z wolnego transferu trafił do beniaminka Bundesligi, MSV Duisburg. Pograł tam zaledwie jeden sezon, po którym przeniósł się do Turcji, a jego nowym klubem został Çaykur Rizespor. Po roku znów zmienił drużynę na İstanbul Başakşehir. Następnie grał w takich klubach jak: Trabzonspor (2009-2010), Diyarbakırspor (2010), United Africa Tigers (2012-2013), African Stars FC (2013-2014), UNAM FC (2014-2015) i SK Windhoek (2015-2017).
Razundara Tjikuzu był reprezentantem Namibii. Od 1997 do 2011 rozegrał w niej 30 meczów i strzelił 7 goli.